# Tus Airways
Tus Airways ist eine zypriotische Fluggesellschaft mit Sitz in Larnaka und Basis auf dem Flughafen Larnaka.

## Geschichte
Tus Airways wurde 2015 gegründet und nahm 2016 den Flugbetrieb auf.
Das Unternehmen gab im Oktober 2017 bekannt, die Ausmusterung der seit Aufnahme des Flugbetriebs verwendeten Saab 2000 beschleunigen zu wollen, da deren Kapazität der Nachfrage nicht mehr gerecht werde. Der letzte Flug einer Saab 2000 der Tus Airways fand am 31. Oktober desselben Jahres statt; die Flotte wurde auf Maschinen der Typen Fokker 70 und Fokker 100 umgestellt.

## Flugziele
Tus Airways führt von Larnaka aus Flüge zu Zielen im östlichen Mittelmeerraum durch.
Im Deutschsprachigen Raum wird Düsseldorf angeflogen.

## Flotte

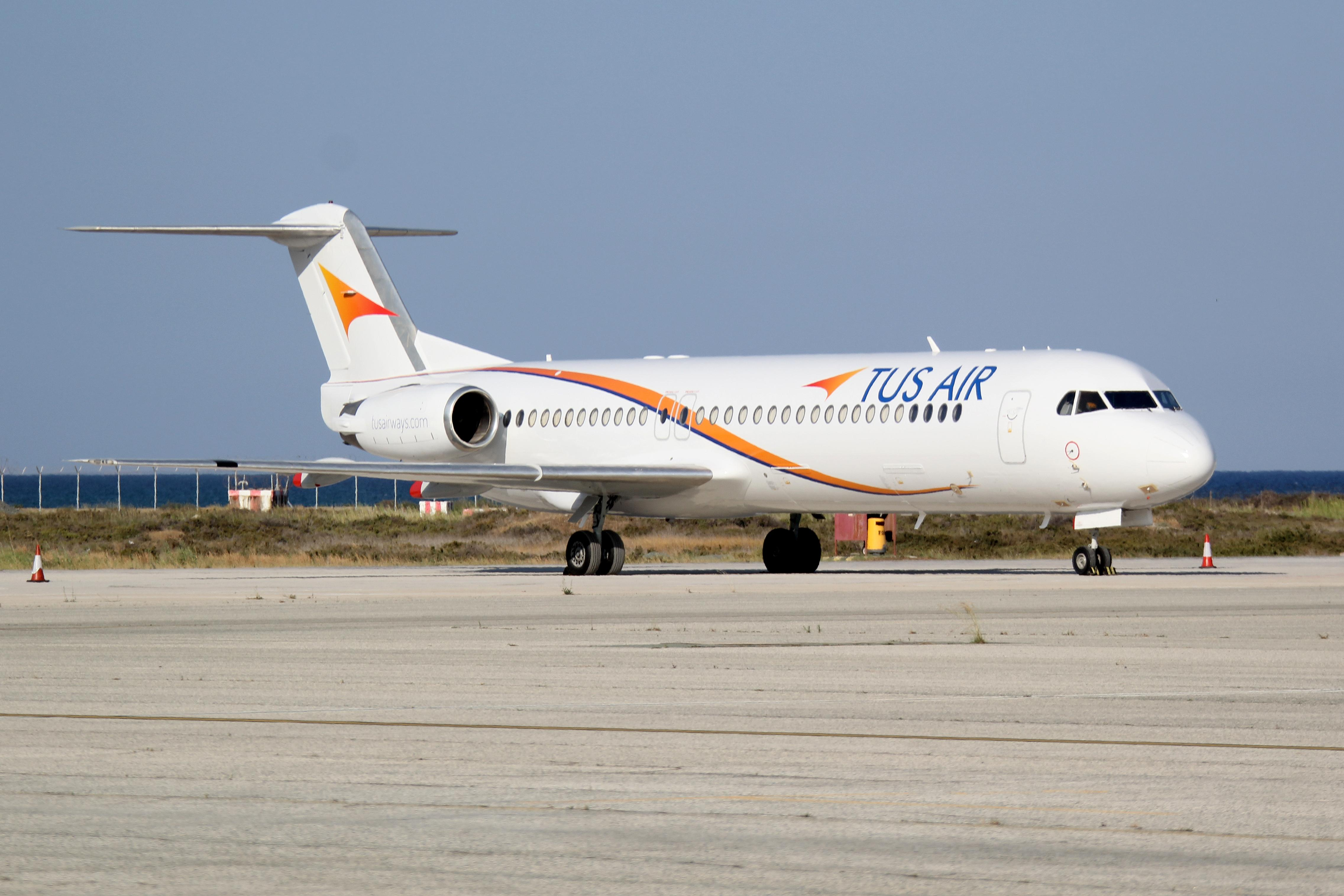
Tus Airways Fokker 100

### Aktuelle Flotte
Mit Stand April 2024 besteht die Flotte der Tus Airways aus vier Flugzeugen mit einem Durchschnittsalter von 17 Jahren:
| Flugzeugtyp     | Anzahl | bestellt | Anmerkungen  | Sitzplätze |
| --------------- | ------ | -------- | ------------ | ---------- |
| Airbus A320-200 | 4      |          | eine inaktiv | 180        |
| Gesamt          | 4      | –        |              |            |

### Ehemalige Flugzeugtypen
- Fokker 70
- Fokker 100
- Saab 2000
- Saab 340